# Catanzaro Calcio 2011 2011-2012
Questa pagina raccoglie le informazioni riguardanti il Catanzaro Calcio 2011 nelle competizioni ufficiali della stagione 2011-2012.

## Rosa
| N. |                      | Ruolo | Calciatore         |
| -- | -------------------- | ----- | ------------------ |
|    | Italia (bandiera)    | D     | Salvatore Accursi  |
|    | Italia (bandiera)    | C     | Settembrino Basile |
|    | Italia (bandiera)    | C     | Serafino Bruzzese  |
|    | Argentina (bandiera) | A     | Federico Bugatti   |
|    | Italia (bandiera)    | A     | Salvatore Carboni  |
|    | Italia (bandiera)    | D     | Davide Corso       |
|    | Italia (bandiera)    | A     | Simone D'Anna      |
|    | Australia (bandiera) | A     | Christian Esposito |
|    | Italia (bandiera)    | C     | Alessandro Ferrara |
|    | Italia (bandiera)    | A     | Cosimo Figliomeni  |
|    | Italia (bandiera)    | C     | Domenico Giampà    |
|    | Italia (bandiera)    | D     | Denny Gigliotti    |
|    | Italia (bandiera)    | C     | Vincenzo Maisto    |
|    | Italia (bandiera)    | C     | Mattia Maita       |

| N. |                      | Ruolo | Calciatore              |
| -- | -------------------- | ----- | ----------------------- |
|    | Italia (bandiera)    | D     | Antonino Mannone        |
|    | Italia (bandiera)    | D     | Alessio Mariotti        |
|    | Italia (bandiera)    | A     | Simone Masini           |
|    | Italia (bandiera)    | P     | Riccardo Mengoni        |
|    | Italia (bandiera)    | D     | Simone Narducci         |
|    | Brasile (bandiera)   | C     | Lucas Sasha             |
|    | Italia (bandiera)    | D     | Michelangelo Papasidero |
|    | Italia (bandiera)    | C     | Alberto Quadri          |
|    | Italia (bandiera)    | D     | Cristian Ricciardi      |
|    | Italia (bandiera)    | D     | Roberto Romeo           |
|    | Italia (bandiera)    | P     | Luca Scerbo             |
|    | Italia (bandiera)    | D     | Ciro Sirignano          |
|    | Italia (bandiera)    | C     | Tommaso Squillace       |
|    | Argentina (bandiera) | C     | Juan Martin Ulloa       |